# سزار آرزو
سزار آرزو (انگلیسی: César Arzo؛ زادهٔ ۲۱ ژانویهٔ ۱۹۸۶) بازیکن فوتبال اهل اسپانیا است.
از باشگاه‌هایی که در آن بازی کرده‌است می‌توان به باشگاه فوتبال خنت، باشگاه فوتبال بیتار اورشلیم، باشگاه فوتبال رئال مورسیا، باشگاه فوتبال رکریتیوو اوئلوا، باشگاه فوتبال رئال ساراگوسا، باشگاه فوتبال رئال وایادولید، باشگاه فوتبال آ. ا. ک آتن، و باشگاه فوتبال ویارئال اشاره کرد.
وی همچنین در تیم‌های ملی فوتبال زیر ۱۷ سال اسپانیا، زیر ۱۹ سال اسپانیا، و زیر ۲۱ سال اسپانیا بازی کرده‌است.